# Aquarium des Deux Océans

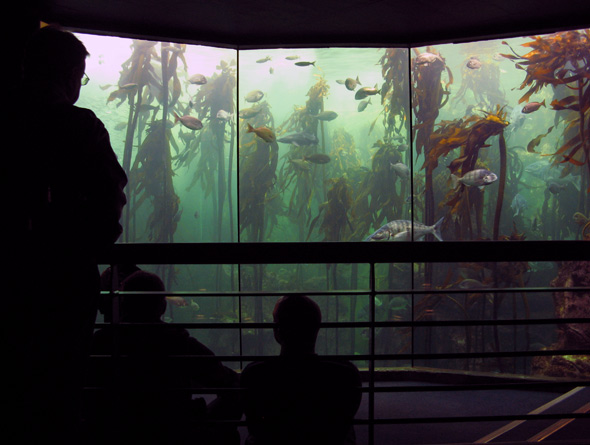
L'Aquarium des Deux Océans : la forêt de kelp

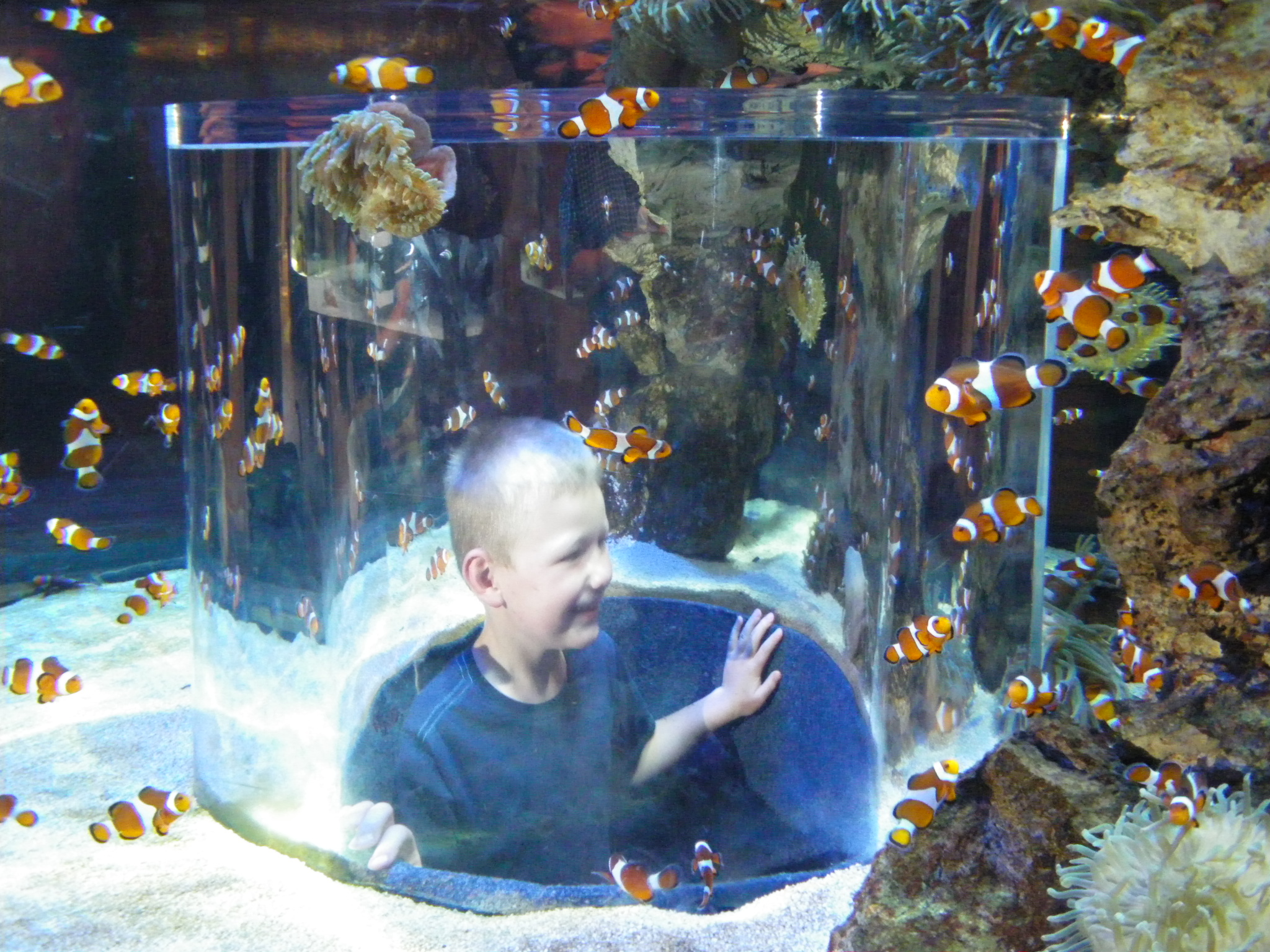
L'Aquarium des Deux Océans

L'Aquarium des Deux Océans (anglais : Two Oceans Aquarium) est un aquarium situé sur le site du Victoria & Alfred Waterfront dans la ville du Cap en Afrique du Sud. L'aquarium a été inauguré le 13 novembre 1995, totalise 4 millions de litres d'eau de mer et comprend sept galeries thématiques avec de larges vitres:
- Galerie de l'océan Atlantique (Atlantic Ocean Gallery)
- Centre d'Activité Holcim (Holcim Activity Centre)
- Galerie de l'otarie à fourrure d'Afrique du Sud (Cape Fur Seal Exhibit)
- Galerie des prédateurs I&J (I&J Predator Exhibit), le plus volumineux avec 2 millions de litres
- Galerie de l'océan Indien (Indian Ocean Gallery)
- Galerie de la forêt de Kelp (Kelp Forest Exhibit), le second plus volumineux avec 800 000 l d'eau.
- Galerie du Méandre de la Rivière Sappi (Sappi River Meander Exhibit)

Il est possible de plonger avec des requins-taureau à l'aquarium si vous êtes titulaire d'un brevet de plongée PADI « Open Water ».

## Nom
Le nom de l'aquarium fait référence aux deux océans que sont l'océan Atlantique et l'océan Indien, dont la limite de séparation si situe à proximité, au sud du Cap des Aiguilles (et non pas au Cap de Bonne-Espérance).

## Références

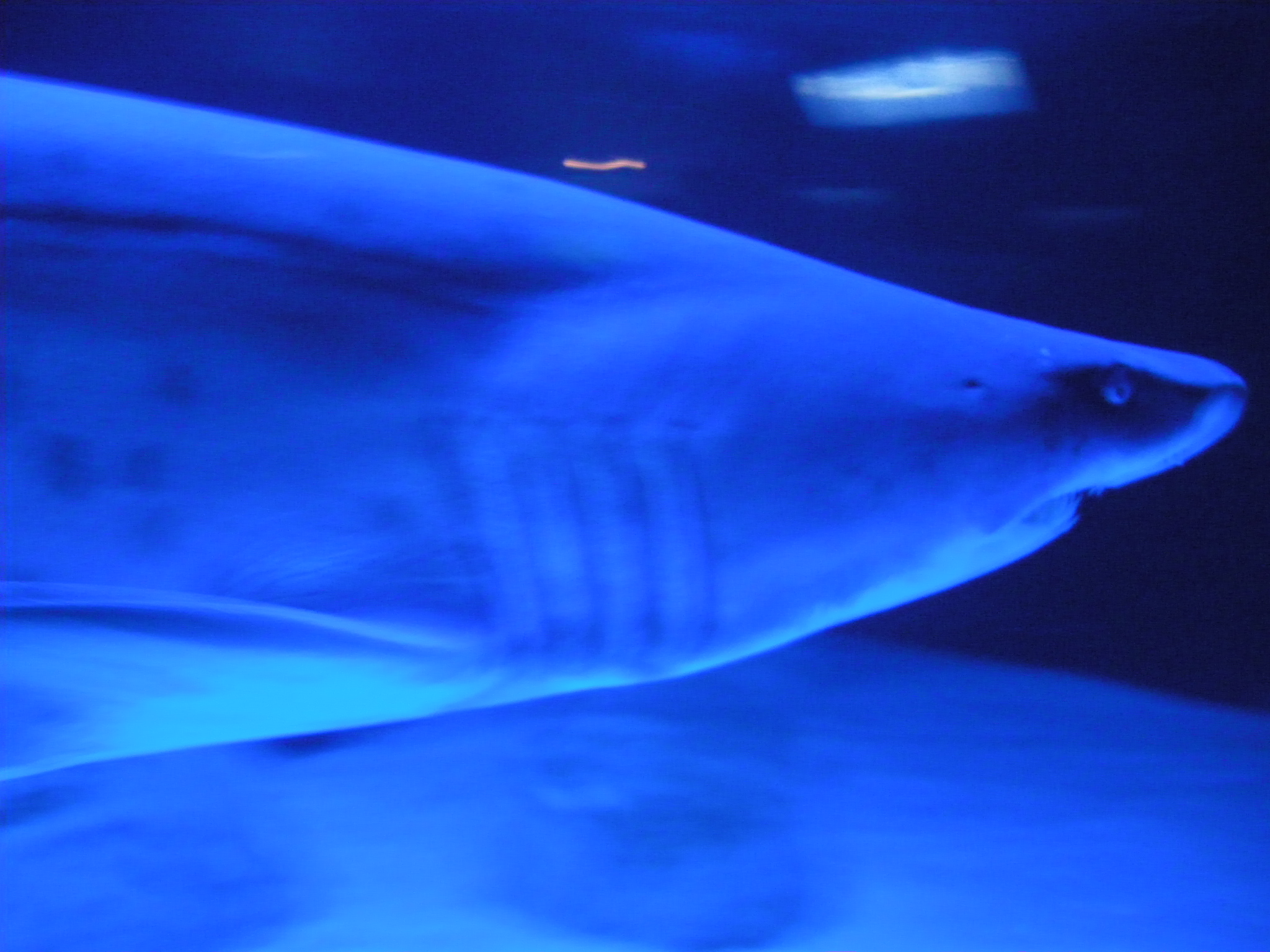
Requin
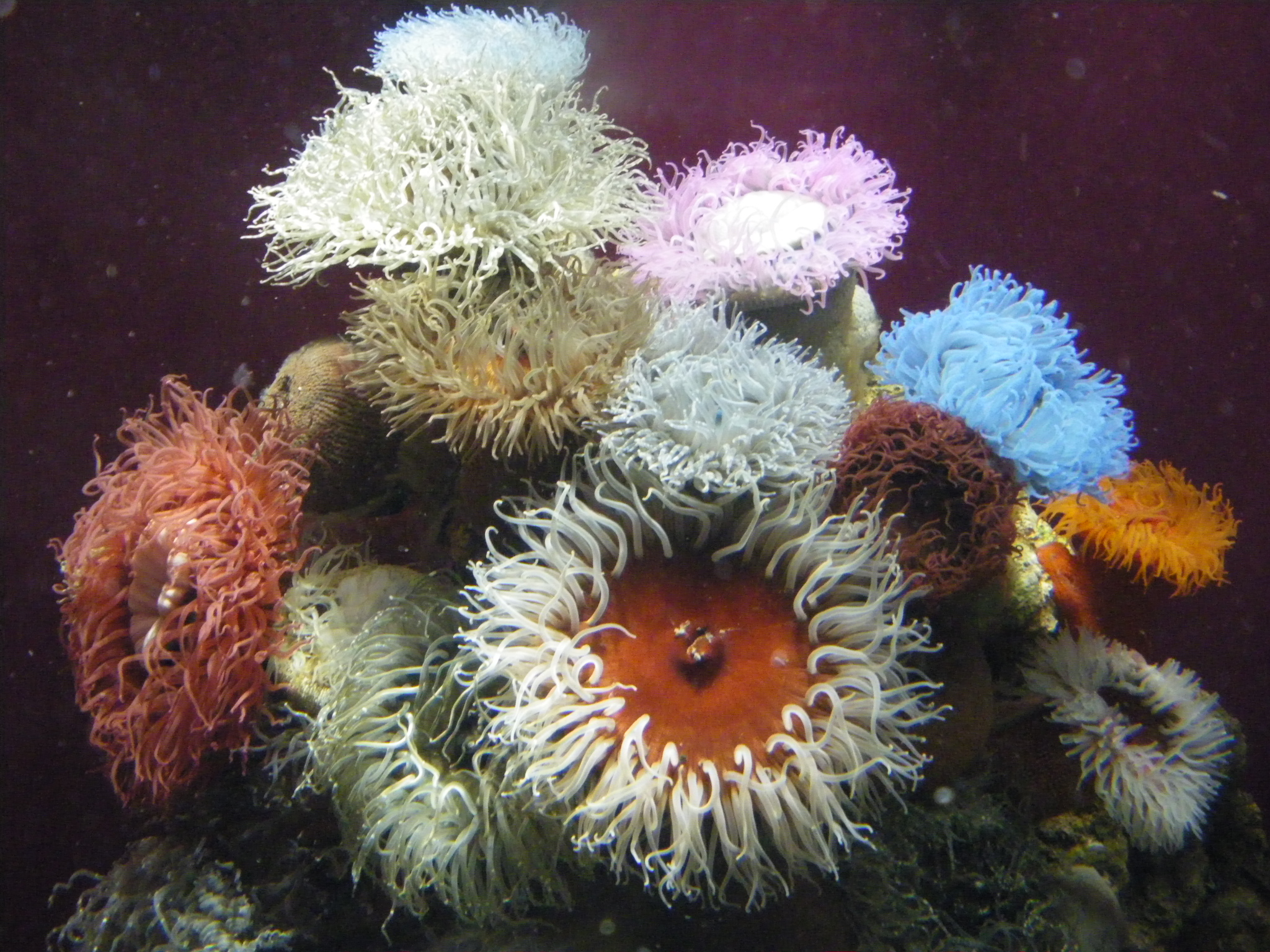
Anémones de mer
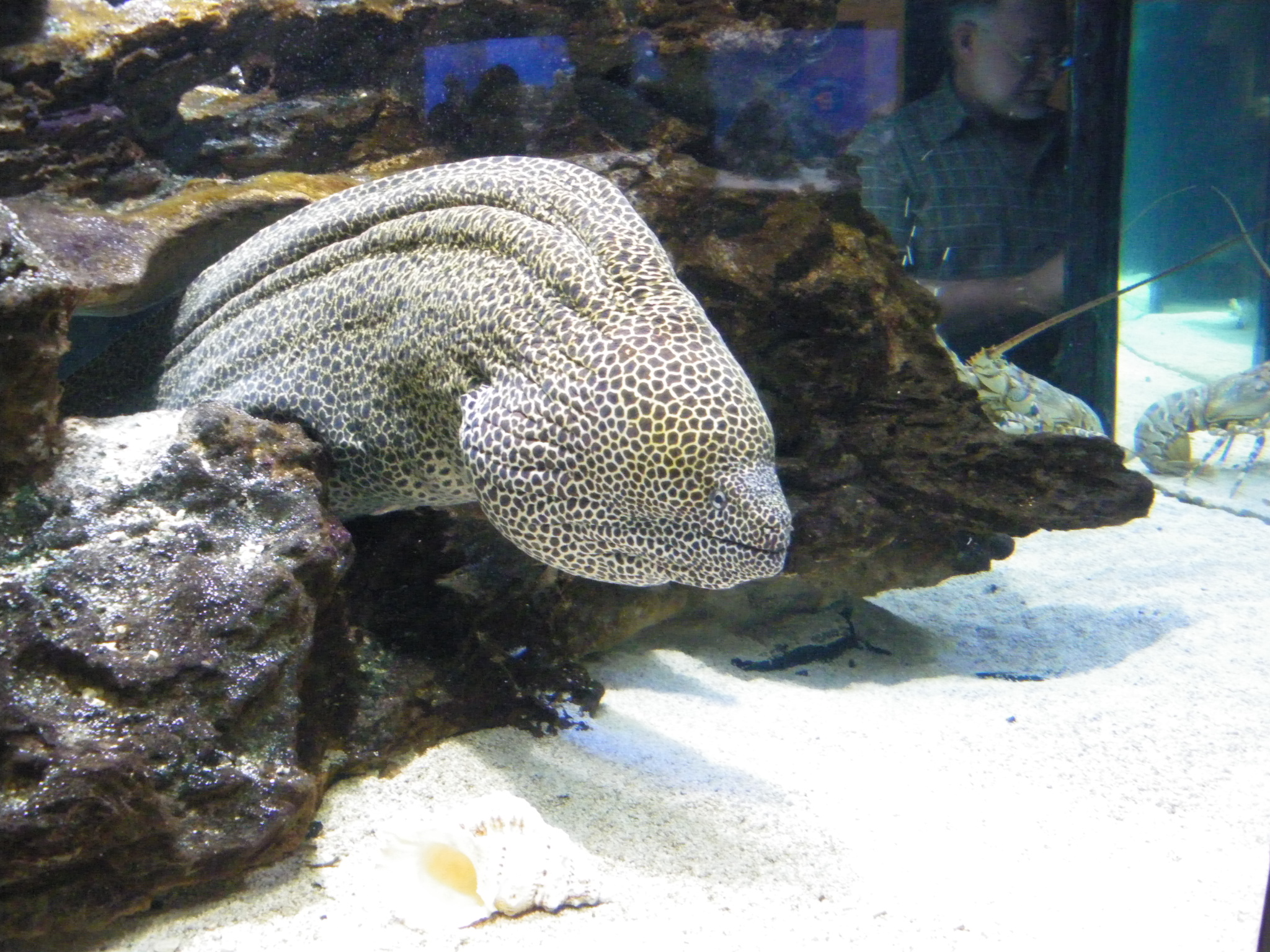
Murène
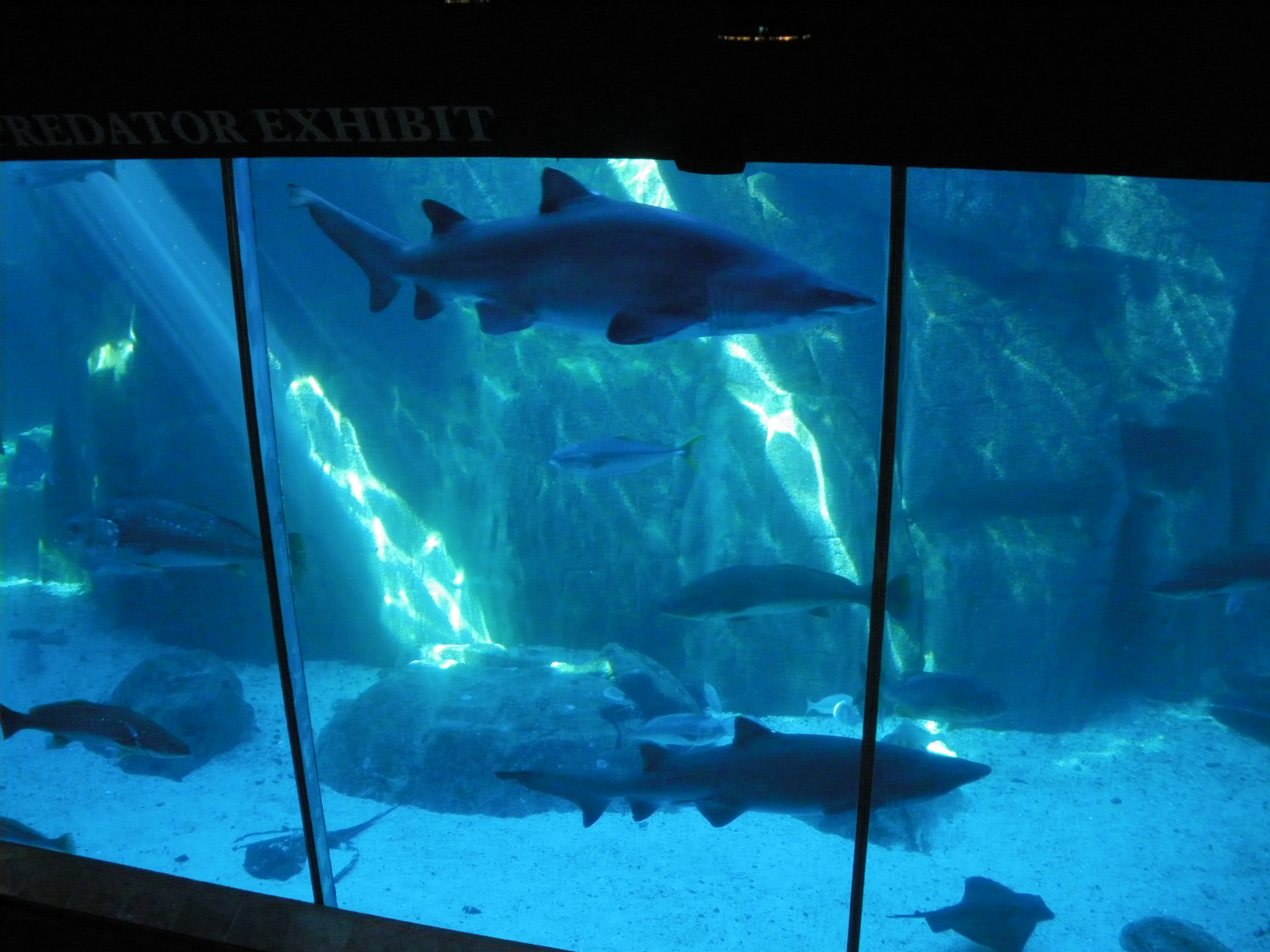
Aquarium circulaire